# Persan
Persan je francouzská obec v departementu Val-d'Oise v regionu Île-de-France. V roce 2014 zde žilo 12 444 obyvatel.

## Poloha obce
Obec leží u hranic departementu Val-d'Oise s departementem Oise, tedy i u hranic regionu Île-de-France s regionem Hauts-de-France. Jižní hranici obce tvoří řeka Oise. Sousední obce jsou: Beaumont-sur-Oise, Bernes-sur-Oise, Chambly (Oise), Champagne-sur-Oise, Le Mesnil-en-Thelle (Oise) a Mours.

## Vývoj počtu obyvatel
Počet obyvatel